# Майдан-Голенищівський

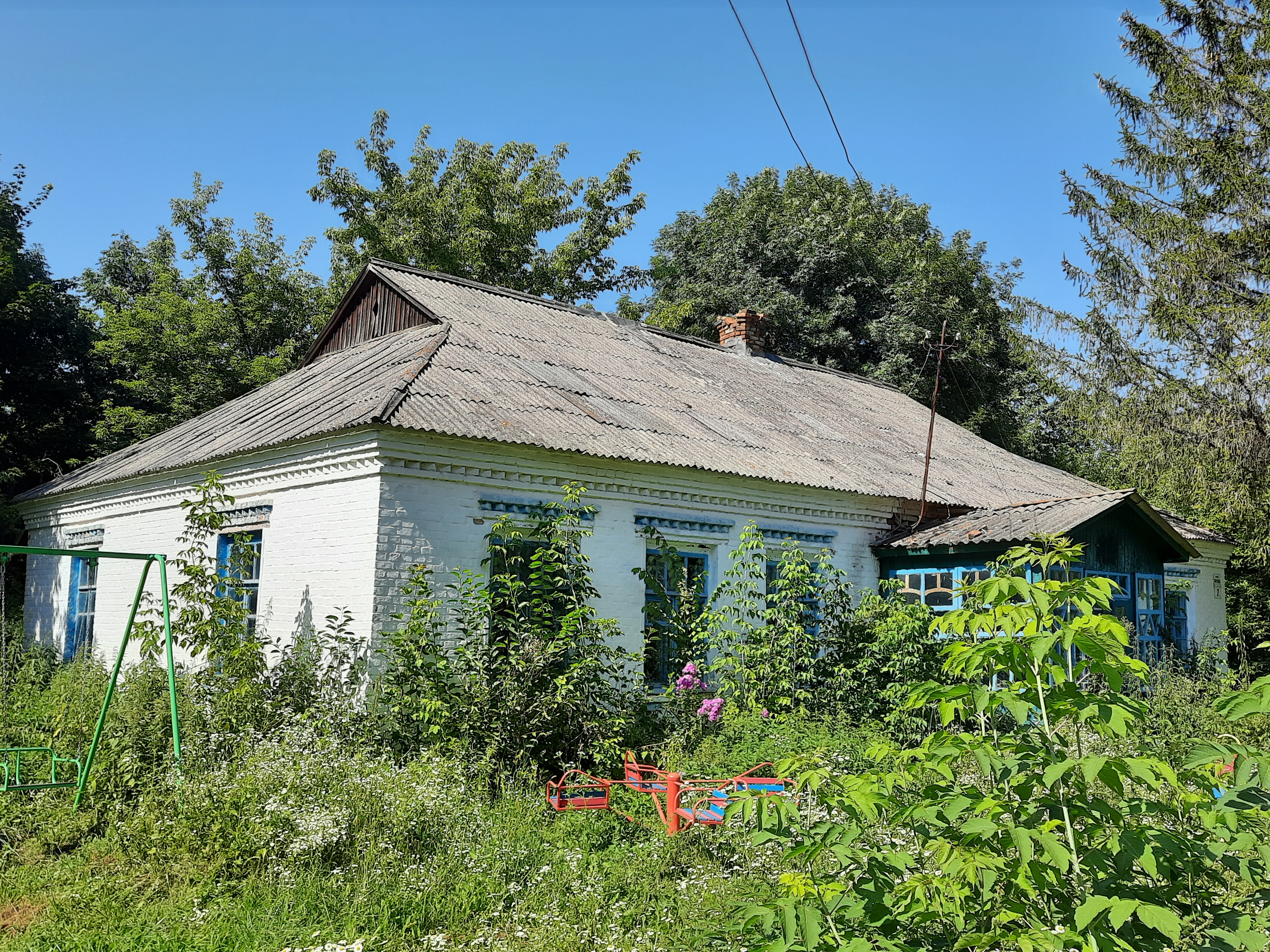
Сільська хата

Майда́н-Голени́щівський — село в Україні, у Летичівській селищній громаді Хмельницького району Хмельницької області. Населення становить 316 осіб.
На південний захід від села розташоване заповідне урочище «Грабарка».

## Історія
7 (20) листопада 1917 року, відповідно до Третього Універсалу Української Центральної Ради, увійшло до складу Української Народної Республіки.
Колишній орган місцевого самоврядування — Голенищівська сільська рада.
12 червня 2020 року, відповідно до розпорядження Кабінету Міністрів України № 727-р «Про визначення адміністративних центрів та затвердження територій територіальних громад Хмельницької області», увійшло до складу Летичівської селищної територіальної громади.
19 липня 2020 року, в результаті адміністративно-територіальної реформи та ліквідації Летичівського району, село увійшло до складу новоутвореного Хмельницького району.

## Населення
Згідно з переписом УРСР 1989 року чисельність наявного населення села становила 379 осіб, з яких 163 чоловіки та 216 жінок.
За переписом населення України 2001 року в селі мешкало 316 осіб. 100 % населення вказало своєю рідною мовою українську мову.

## Видатні постаті
- Реверчук Сергій Корнійович — доктор економічних наук, професор. Завідувач кафедри банківського і страхового бізнесу Львівського національного університету імені Івана Франка.
- Стрельбицький Микола Павлович (нар. 1949) — український правник.